# دسترسی به اینترنت

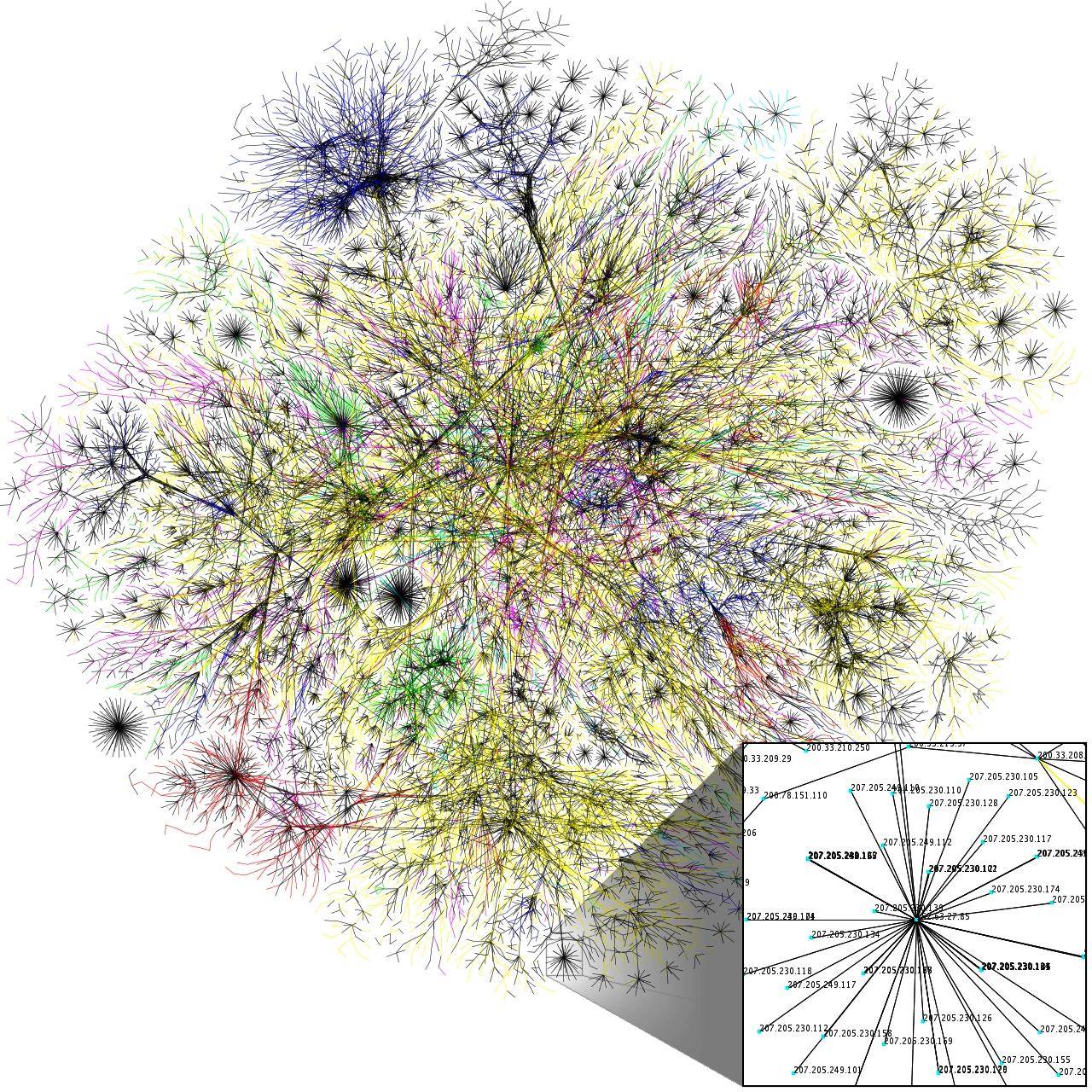

دسترسی به اینترنت  (به انگلیسی Internet access) با شیوه‌ها و روش‌های مختلفی صورت می‌پذیرد.
معمول‌ترین روش خانگی برای اتصال به اینترنت، دسترسی به اینترنت همراه و پهنای باند و ADSL است. کامپیوترهای خانگی ممکن است از طریق خط تلفن با مودم، ADSL یا مودم کابلی به شرکت خدمات اینترنتی (ISP) متصل شود. در یک شرکت یا دانشگاه کامپیوترها به یک شبکه محلی (LAN) در داخل سازمان وصل هستند. این شبکه را می‌توان از طریق یک خط تلفن سریع مثل T۱ یا E۱ به یک فراهم‌کننده خدمات اینترنت (ISP) وصل کرد. ISPها به ISPهای بزرگ‌تر وصل می‌شوند و ISPهای بزرگ‌تر یک ستون فقراتِ (Backbones) فیبر نوری را برای یک کشور یا ناحیه برقرار می‌کنند. ستون‌های فقرات در سراسر دنیا از طریق فیبر نوری، کابل زیر دریا یا ماهواره به هم متصل هستن.
مکان‌های عمومی که از اینترنت در آن‌ها استفاده می‌شود شامل کتابخانه‌ها و کافی نت‌ها هستند. جایی که کامپیوتر متصل به اینترنت قابل دسترس است. همچنین دسترسی به اینترنت از مکان‌هایی مثل سالن‌های فرودگاه‌ها امکان‌پذیر است. مکان‌هایی که باید ایستاده و سریع کار با اینترنت را انجام داد به نام‌های گوناگونی معروف هستند مثل کیوسک عمومی اینترنت، پایانه دسترسی عمومی یا تلفن پولی وب.
هم‌اکنون سامانه وای-فای می‌تواند امکان دسترسی به اینترنت را به صورت بی‌سیم فراهم کند. این سیستم یا هات‌اسپات (وای-فای) می‌تواند به صورت رایگان برای همه یا برای ثبت نام کنندگان یا به صورت اشتراکی باشد. در این سیستم که در پی آن به عنوان مثال کافی‌نت Wi-Fi به وجود می‌آید افراد می‌بایست رایانه‌ای که قابلیت اتصال به شبکه محلی بی‌سیم را دارد را با خود همراه داشته باشند. هات‌اسپات (وای-فای) به محدوده مکانی خاصی وابسته نیست و می‌تواند در یک فضای باز و در یک پارک یا منطقه مرکزی شهر قابل دسترس باشد. تلاش برای تشکیل این شبکه‌ها در نهایت به تشکیل مجمع شبکه‌های بی‌سیم منجر شده‌است.
استفاده از رایانه شخصی برتری‌های زیادی نسبت به استفاده از رایانه‌های عمومی دارد. با استفاده از مرورگر شخصی و تنظیمات شخصی آن به‌وسیله یک رایانه شخصی، امکان دریافت و ارسال فایل‌های بیشتری وجود دارد که این امکان در رایانه عمومی وجود ندارد. همچنین امکان استفاده از نرم‌افزارهای خاص و فضای بیشتر جهت نگهداری اطلاعات و نامه‌های الکترونیک و فایلها. در رایانه‌های عمومی فضای صندوق پستی الکترونیک و امکان اجرای نرم‌افزارها بسیار محدود است. با توجه به این موارد می‌بینیم که اگر امکان استفاده از رایانه شخصی با سامانه بی‌سیم وجود داشته باشد برتری‌های زیادی به کاربران خواهد داد.
با گذشت زمان و با رواج روزافزون کاربردهای حیاتی اینترنت در جوامع گوناگون تعداد کشورهایی که دسترسی به اینترنت را به صورت مطلوب و با سرعت مناسب در اختیار کاربران قرار می‌دهند هم رو به فزونی و افزایش است.

## دسترسی به اینترنت به عنوان یکی از مصادیق حقوق بشر
از طرف سازمان ملل متحد پیشنهاد شده که حق دسترسی به اینترنت به عنوان حق دسترسی به ارتباطات حداقلی و سرویس‌های اطلاع‌رسانی به عنوان یکی از حقوق اساسی بشر شناخته شود. همچنین در سال ۲۰۰۳ در اجلاس جهانی سران درباره جامعه اطلاعاتی این پیشنهاد دوباره مطرح شد.

## رکورد بالاترین سرعت اینترنت
در تاریخ ۲۱ ژانویه ۲۰۱۴ محققان شرکت آلکاتل-لوسنت در آزمایشی با اتصال فیبر نوری توانستند دسترسی به اینترنت با سرعت ۱٫۴ ترابیت در ثانیه (1.4Tbps) تجربه کنند.
محققان مؤسسه ملی فناوری اطلاعات و ارتباطات ژاپن به تازگی یک رکورد جهانی جدید برای سریع‌ترین سرعت اینترنت جهان با سرعت ۳۱۹ ترابایت بر ثانیه (Tbps) ثبت کرده‌اند. انتقال طولانی مدت داده‌ها در مسیر بیش از ۳۰۰۱ کیلومتر انجام شد.

## کشورهای برتر در سرعت اینترنت
شرکت آکامای که یک سرویس دهنده خدمات ابری به حساب می‌آید، در ماه مه سال ۲۰۱۵ لیستی از سریع‌ترین اینترنت‌های دنیا را ارائه کرده که مشخص می‌کند بهره‌مندترین مردم از اینترنت، ساکن کدام کشورها هستند. هر کشور در این لیست بر اساس متوسط سرعت اینترنت آن بر مبنای «مگابیت بر ثانیه» رتبه‌بندی شده‌است.
۱۰. فنلاند
- سرعت متوسط: ۱۲.۱ مگابیت بر ثانیه
- افزایش سرعت در سال گذشته: ۳۳ درصد

۹. جمهوری چک
- سرعت متوسط: ۱۲.۳ مگابیت بر ثانیه
- افزایش سرعت اینترنت در سال گذشته: ۸٫۴ درصد

۸. ایرلند
- سرعت متوسط: ۱۲.۷ مگابیت بر ثانیه
- افزایش سرعت اینترنت در سال گذشته: ۲۴ درصد

۷. لتونی
- سرعت متوسط: ۱۳ مگابیت بر ثانیه
- افزایش سرعت اینترنت در سال گذشته: ۲۵ درصد

۶. هلند
- سرعت متوسط: ۱۴.۲ مگابیت بر ثانیه
- افزایش سرعت اینترنت در سال گذشته: ۱۵ درصد

۵. سوییس
- سرعت متوسط: ۱۴.۵ مگابیت بر ثانیه
- افزایش سرعت اینترنت در سال گذشته: ۲۱ درصد

۴. سوئد
- سرعت متوسط: ۱۴.۶ مگابیت بر ثانیه
- افزایش سرعت اینترنت در سال گذشته: ۳۴ درصد

۳. ژاپن
- سرعت متوسط: ۱۵.۲ مگابیت بر ثانیه
- افزایش سرعت اینترنت در سال گذشته: ۱۶ درصد

۲. هنگ کنگ
- سرعت متوسط: ۱۶.۸ مگابیت بر ثانیه
- افزایش سرعت اینترنت در سال گذشته: ۳۷ درصد

۱. کره جنوبی
- سرعت متوسط: ۲۲.۲ مگابیت بر ثانیه
- افزایش سرعت اینترنت در سال گذشته: ۱٫۶ درصد